# Екатерина Апостолова
Екатерина Горанчева Апостолова е българска оперна певица, сопрано.

## Биография
Екатерина Апостолова е родена в София в семейството на чиновник. През 1940 година завършва пеене в Музикалната академия в класа на пианистката и вокална педагожка Людмила Прокопова. На 28 октомври същата година дебютира на сцената на Софийската народна опера с ролята на Джилда от „Риголето“ на Верди. Започва работа като редовна артистка в трупата на Операта.
През 1942 година заминава на специализация в Берлин при Ф. Ломан. Завръща се през 1945 година и е поканена отново в Операта да поеме колоратурните партии в текущия репертоар. Изпълнява колоратурни оперни роли в продължение на 25 години.
Освен като оперна певица Апостолова се изявява и като камерна певица, успешно концертирала из България, Румъния и Чехословакия.
Почива на 93-годишна възраст на 18 юни 2011 година.

## Оперни роли
Апостолова се въплътява в множество роли в операта, сред които:
- 1940 – Джилда в „Риголето“ на Верди,
- 1941 – Оскар в „Бал с маски“ на Верди,
- 1941 – Розина в „Севилският бръснар“ на Росини,
- 1943 – Лучия в „Лучия ди Ламермур“ на Доницети,
- 1947 – Каролина в „Тайният брак“ на Чимароза,
- 1947 – Констанца в „Отвличане от сарая“ на Моцарт,
- 1948 – Сузана в „Сватбата на Фигаро“ на Моцарт,
- 1957 – Марцелина във „Фиделио“ на Бетховен,
- 1957 – Царицата на нощта във „Вълшебната флейта“ на Моцарт.[1]